# Nikon F-bajonett

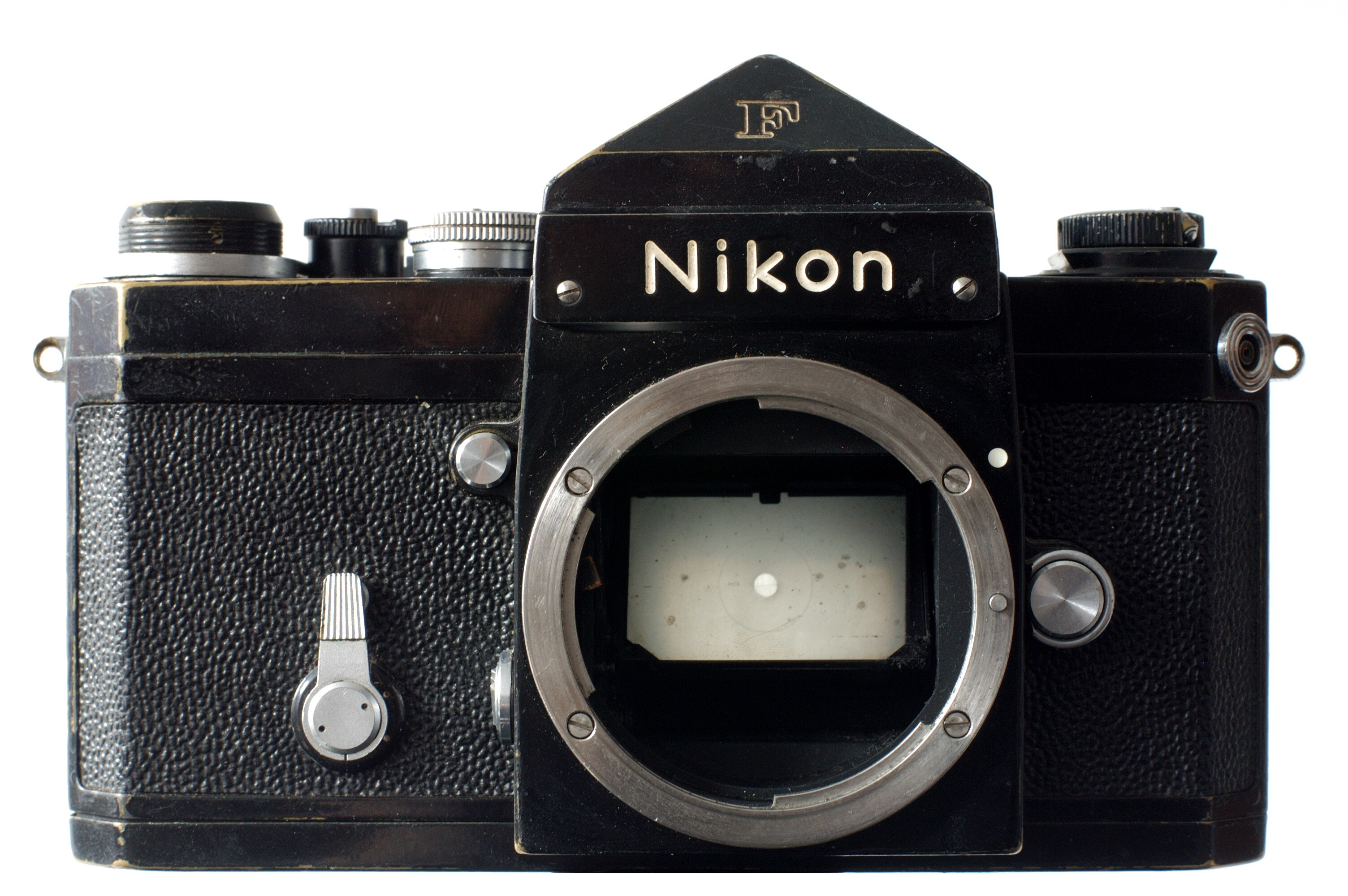
Nikon F som lanserades 1959 introducerade också en ny bajonettfattning för objektiven, sedan dess känd som Nikon F-bajonett.

Nikon F-bajonett är ett system för utbytbara objektiv för Nikons systemkameror. Det lanserades 1959 med kameran Nikon F och har, med vissa modifieringar, använts på alla Nikons systemkameror sedan dess. Systemet bygger på en bajonettfattning med tre öron, en diameter på 44 mm och ett fläns-till-fokalplan avstånd på 46,5 mm.

## Varianter

### Original

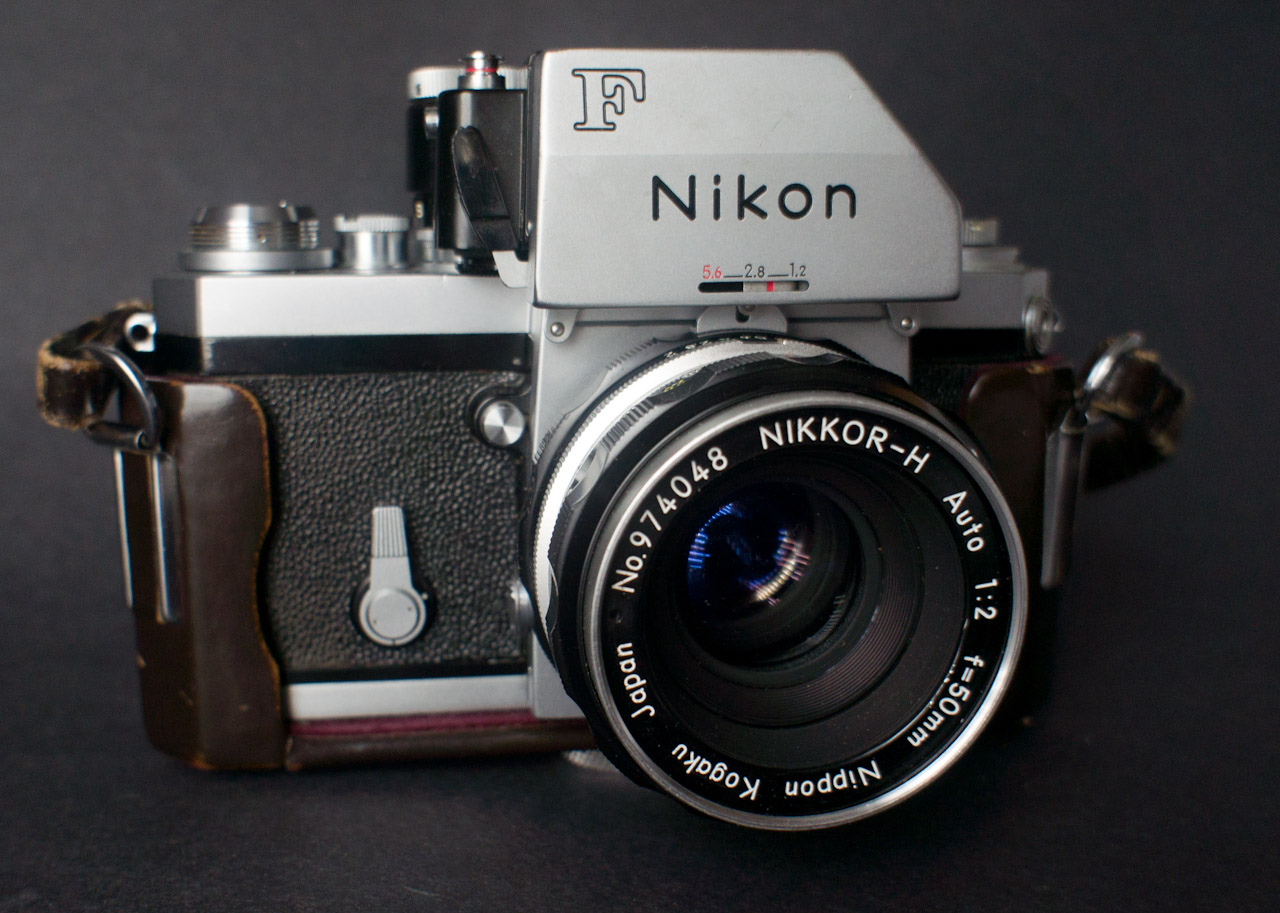
Nikon F med ljusmätaren Photomic. Notera den mekaniska kopplingen mellan objektivet och ljusmätaren.

Den första generationen F-bajonetter har en mekanisk koppling mellan metallöron på objektivets bländarring och kamerans ljusmätare ovanför bajonettkoppningen. Nackdelen är att kopplingen inte hade något förinställt minimivärde. Det betydde att varje gång man monterar ett objektiv på kameran är man tvungen att öppna bländaren helt för att ställa in minimivärdet. Om man glömmer det utgår kameran från att objektivet är inställt på bländare 5,6 och inget annat.

### Ai

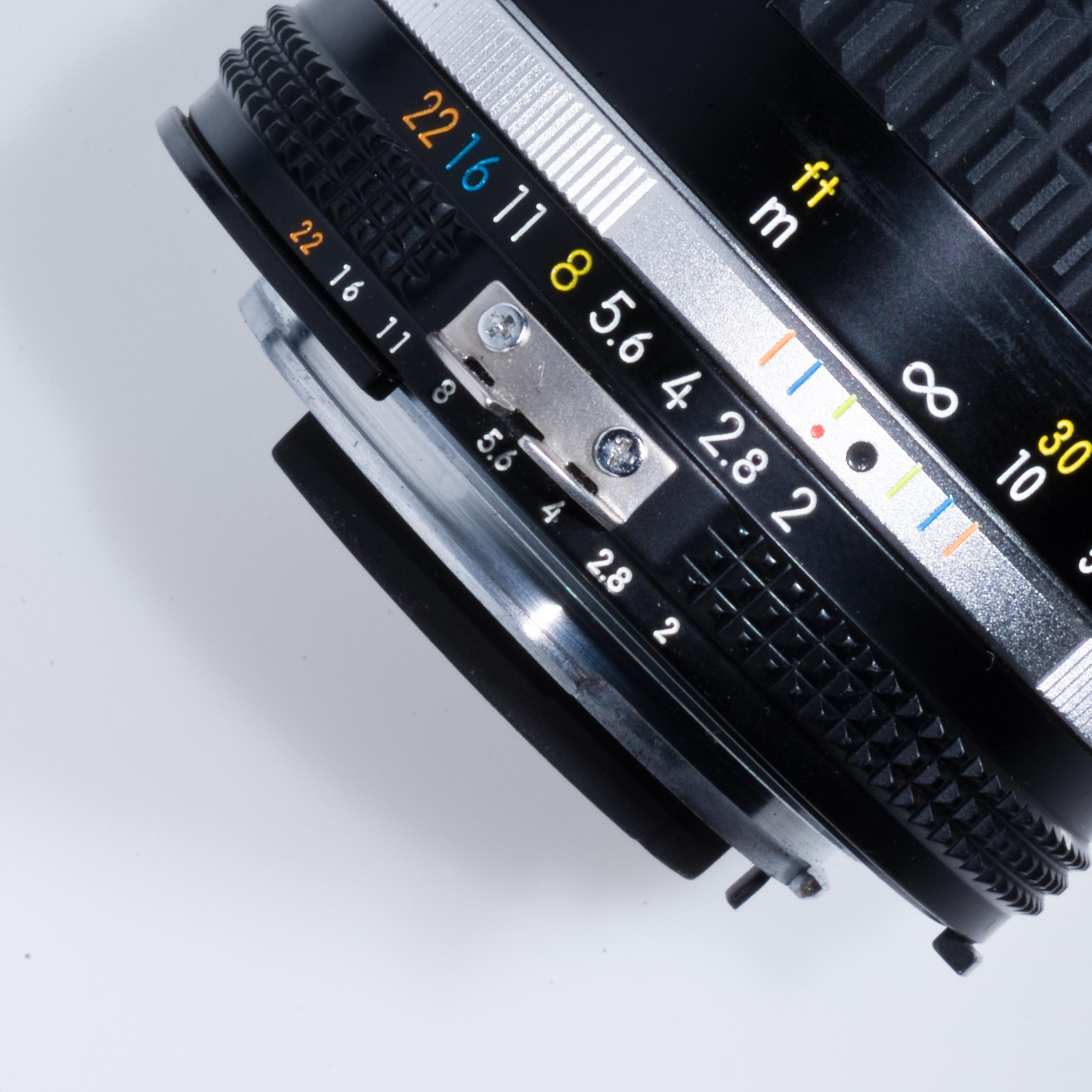
85 mm Ai-s objektiv. Under siffrorna 11, 16 och 22 sitter flänsen för automatisk indexering. På objektiv med större bländare än f/2 slutar flänsen längre åt höger.

För att komma till rätta med det problemet introducerade Nikon 1977 en ny generation av F-bajonetten med Automatisk indexering (Ai). Detta gjordes genom en ny bländarkoppling i bajonettringen med en utskuren fläns vars början och slut markerade största respektive minsta bländare. Det gör att kameran direkt kan känna av objektivets bländare så fort den monterats på kameran. Ai-objektiv har fortfarande metallöron på bländarringen vilket gör att de fungerar även på äldre kameror, men äldre objektiv kan inte monteras på Ai-kameror eftersom deras fläns går hela vägen runt och därför är i vägen för avkännaren i kameran. Alla äldre objektiv kan dock konverteras till Ai genom att flänsen fräses eller filas ner. Under cirka tio år gick det att skicka in gamla objektiv till Nikon för konvertering mot en mindre ersättning.
Det lättaste sättet att se skillnad på ett objektiv med eller utan Ai är att Ai-objektiv har två rader siffror på bländarringen. Den innersta raden kunde på vissa kameror ses direkt i sökaren genom att system av små speglar.

### Ai-s
Ai-s är en utveckling av Ai-objektiven som möjliggjorde slutarprioritet, det vill säga att fotografen ställde in önskad slutartid och kameran utifrån det ställde in lämplig bländare automatiskt. Ai-s objektiv är helt kompatibla med Ai-objektiv.

### AF

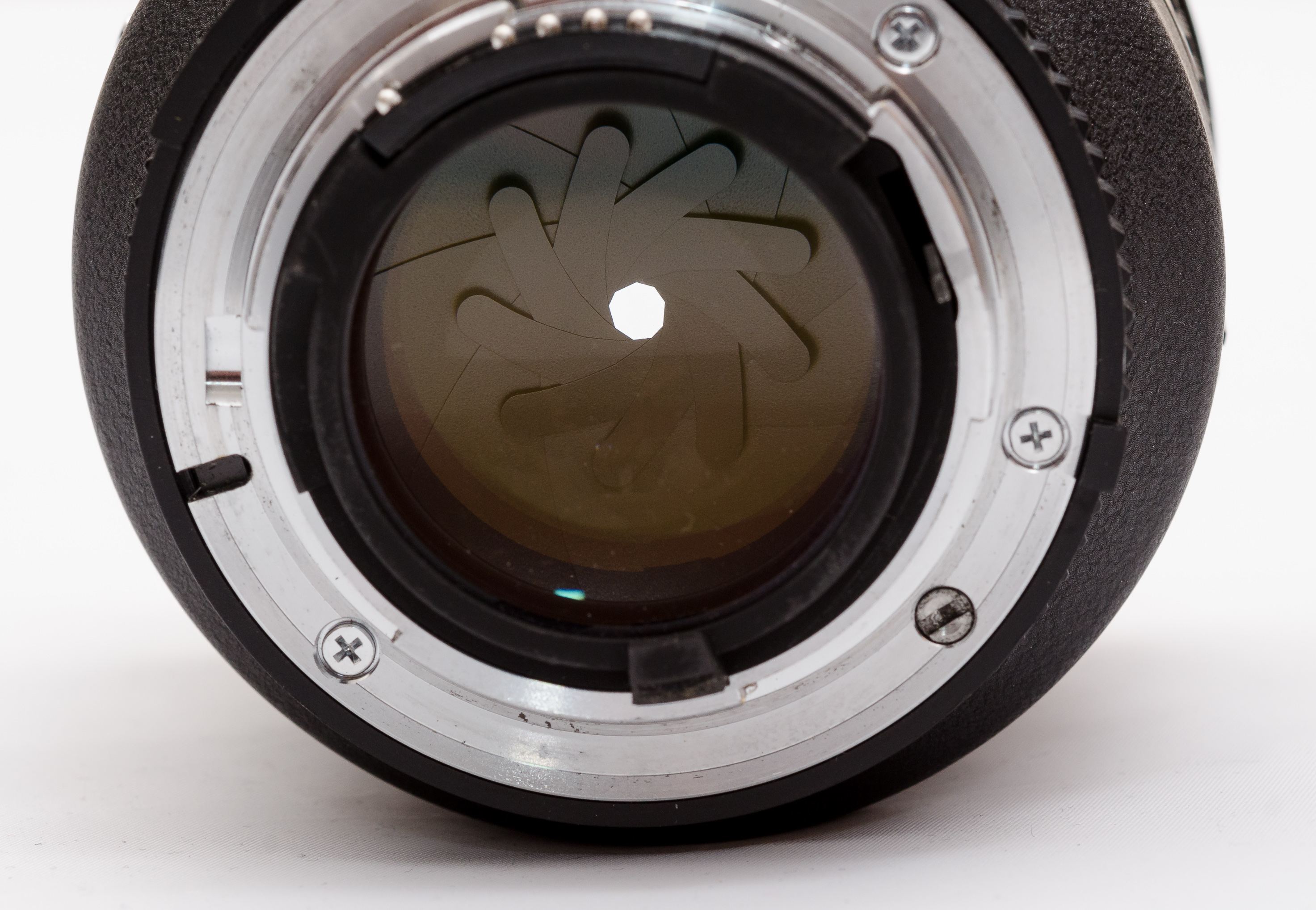
Ett 85 mm AF-objektiv. Nere till höger syns skruvspåret för autofokuskopplingen. Högst uppe i bild syns de elektriska kontakterna.

År 1986 lanserade Nikon objektiv med autofokus. Till skillnad från Canon EOS så var Nikons autofokus mekanisk med en fokusmotor i kamerahuset som fokuserade objektivet genom en koppling i bajonettfattningen som påminde om en skruvmejsel i ett skruvspår. AF-objektiven har inte längre metallöron för fungerande ljusmätning med gamla Nikon-kameror, men skruvhålen finns där, så det går att skruva dit metallöron om man behöver använda AF-objektiv på en gammal kamera. Då givetvis utan autofokus.
Trots att själva fokuseringen sker mekaniskt så har alla AF-objektiv även elektroniska kontakter på en plastring innanför bajonettringen. Kontakterna gör att kameran kan känna av objektivets bländare på samma sätt som flänsen på Ai-objektiven, men även objektivets brännvidd (eftersom zoomobjektiv började bli allt vanligare).

### Ai-P
Ai-P är manuellt fokuserade objektiv med samma elektroniska kontakter som AF-objektiven. Det var främst långa teleobjektiv med många och tunga linser som inte kunde förses med mekanisk autofokus på något enkelt sätt som byggdes som Ai-P. I takt med att miniatyriseringen av elektronik har gått framåt så har det också blivit populärt att i efterhand förse äldre Ai-s och Ai-objektiv med kontakter och elektronik från tredje part som limmas fast mot insidan av bajonettringen.

### AF-D
AF-D är AF-objektiv med ytterligare några kontakter som gör att kameran även kan få ut objektivets fokuseringsavstånd, information som kameran främst använder för att ställa in rätt styrka på blixten, men det gör även autofokuseringen snabbare och säkrare.

### AF-I
Långa teleobjektiv med stora linser är för tunga för att drivas av den mekaniska autofokusen. Därför lanserade Nikon 1992 en serie teleobjektiv med inbyggd fokusmotor. Fokusmotorn är en vanlig likströmsmotor som får sin kraft via kontakterna i bajonettfattningen.

### AF-S

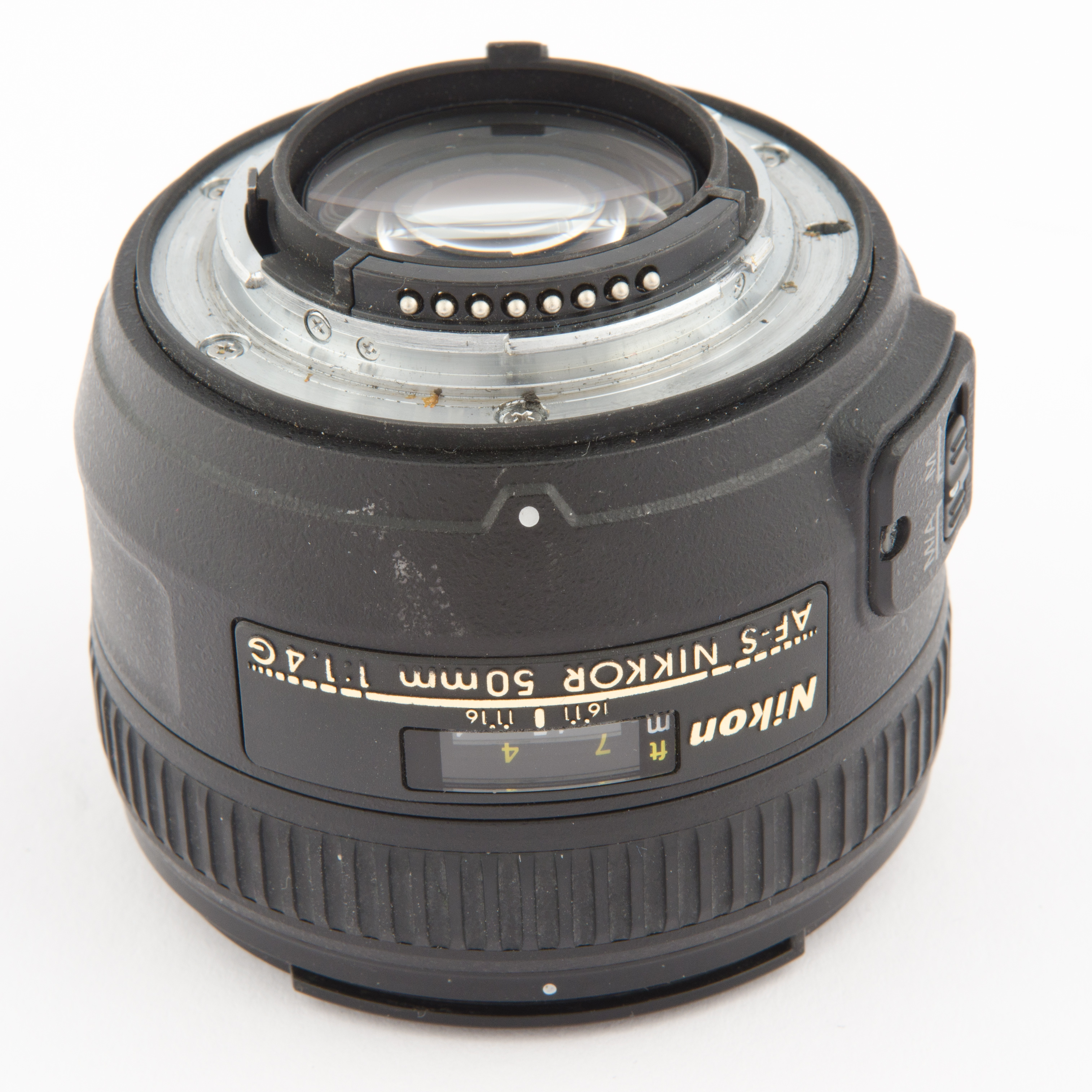
Ett AF-S objektiv har ingen mekanisk koppling för autofokus. I gengäld har den fler elektriska kontakter för den inbyggda ultraljudsmotorn. Till vänster om kontakterna syns spaken som styr bländaren.

År 1998, mer en tio år efter att Canon EOS lanserades, så började Nikon till sist att producera objektiv med ultraljudsmotor för fokusering. Ultraljudsmotorn drivs av piezoelektriska celler och är snabbare, tystare och mer exakt än mekanisk fokusering. Dessutom är de möjliga att fokusera för hand utan att först stänga av AF-motorn i kameran. Många AF-S objektiv utom de äldsta saknar också bländarring och går därför inte att använda på äldre kameror utan autofokus.

### PC-E
År 2008 lanserade Nikon sina första objektiv med elektronisk bländarkontroll. F-bajonettens mekaniska bländarstyrning kräver att bländaren sitter monterad rakt framför bajonettfattningen och kan därför inte användas i objektiv för perspektivkontroll (så kallade tilt-shift objektiv). Nikons tilt-shift objektiv var därför fram till 2008 helt manuella. År 2015 började Nikon även att tillverka vanliga objektiv med elektronisk bländarkontroll.

### Tredje part
Objektiv för Nikon-kameror har även tillverkats av en rad olika tredjepartstillverkare, bland annat Samyang, Sigma, Tamron, Tokina, Voigtländer och Zeiss. Dessa använder inte samma nomenklatur som Nikon, men motsvarar någon av varianterna ovan. Även kameror med F-bajonett har tillverkats av tredje part, bland annat Fujis FinePix-serie och Kodaks DCS-serie.